# André Canet
André Canet (1905 – 2007) è stato un ciclista su strada francese, professionista nel 1927.
Vinse il Grand Prix Wolber del 1927, gara antesignana dei Campionati del mondo di ciclismo su strada. Quella edizione era corsa a squadre, Canet faceva parte della Alleluia-Wolber dei fratelli Antonin e Pierre Magne. Questo è l'unico risultato conosciuto di questo ciclista.

## Palmarès
- 1927

Grand Prix Wolber